# National Football League 1941
La stagione NFL 1941 fu la 22ª stagione sportiva della National Football League, la massima lega professionistica statunitense di football americano. La stagione iniziò il 7 settembre 1941 e si concluse con la finale del campionato che si disputò il 21 dicembre al Soldier Field di Chicago e che vide la vittoria dei Chicago Bears sui New York Giants per 37 a 9.
Prima dell'inizio della stagione Elmer Layden divenne il primo commissario della storia della NFL, mentre Carl Storck si dimise dalla carica di presidente della lega. Vennero anche introdotte, in caso di parità al termine della stagione regolare all'interno della division, le partite di spareggio per determinare chi dovesse partecipare alla finale.

## Modifiche alle regole
- Venne deciso che la penalità per calcio illegale della palla fosse di 15 iarde.
- Venne deciso che ogni volta che un giocatore viene espulso, la sua squadra venisse penalizzata di 15 iarde.
- Venne deciso che la penalità per fallo personale commesso da un componente della squadra che subisce una segnatura dovesse essere scontata sul kickoff successivo.

## Stagione regolare
La stagione regolare si svolse in 11 giornate, iniziò il 7 settembre e terminò il 7 dicembre 1941.

### Risultati della stagione regolare
- V = Vittorie, S = Sconfitte, P = Pareggi, PCT = Percentuale di vittorie, PF = Punti Fatti, PS = Punti Subiti
- Nota: nelle stagioni precedenti al 1972 i pareggi non venivano conteggiati nel calcolo della percentuale di vittorie.

| Eastern Division    |   |   |   |     |     |     |
| Squadra             | V | S | P | PCT | PF  | PS  |
| New York Giants     | 8 | 3 | 0 | 727 | 238 | 114 |
| Brooklyn Dodgers    | 7 | 4 | 0 | 636 | 158 | 127 |
| Washington Redskins | 6 | 5 | 0 | 545 | 176 | 174 |
| Philadelphia Eagles | 2 | 8 | 1 | 200 | 119 | 218 |
| Pittsburgh Steelers | 1 | 9 | 1 | 100 | 103 | 276 |

| Western Division  |    |   |   |     |     |     |
| Squadra           | V  | S | P | PCT | PF  | PS  |
| Chicago Bears     | 10 | 1 | 0 | 909 | 396 | 147 |
| Green Bay Packers | 10 | 1 | 0 | 909 | 258 | 120 |
| Detroit Lions     | 4  | 6 | 1 | 400 | 121 | 195 |
| Chicago Cardinals | 3  | 7 | 1 | 300 | 127 | 197 |
| Cleveland Rams    | 2  | 9 | 0 | 182 | 116 | 244 |

Al termine della stagione regolare si rese necessario uno spareggio per determinare chi avrebbe affrontato i Giants per la finale. Lo spareggio ebbe luogo il 14 dicembre a Chicago e vide la vittoria dei Bears sui Packers per 33 a 14. Questa fu anche la prima forma di play-off adottata nella NFL.

## La finale
La finale del campionato si disputò il 21 dicembre al Soldier Field di Chicago e vide la vittoria dei Bears sui New York Giants per 37 a 9.

## Vincitore
| Vincitori del campionato NFL 1941 Chicago Bears 5º titolo |